# Teddy Pilette
 Theodore "Teddy" Pilette  va ser un pilot de curses automobilístiques belga que va arribar a disputar curses de Fórmula 1.
Va néixer el 26 de juliol del 1942 a Brussel·les, Bèlgica. És fill del també pilot de F1 André Pilette.

## A la F1
Teddy Pilette va debutar a la cinquena cursa de la temporada 1974 (la 25a temporada de la història) del campionat del món de la Fórmula 1, disputant el 12 de maig del 1974 el GP de Bèlgica al circuit de Nivelles.
Va participar en un total de quatre curses puntuables pel campionat de la F1, disputades en dues temporades no consecutives (1974 i 1977) aconseguint un dissetè lloc com millor classificació en una cursa i no assolí cap punt pel campionat del món de pilots.

## Resultats a la Fórmula 1
| Any  | Equip                     | Xassís  | Motor    | 1   | 2   | 3   | 4     | 5      | 6   | 7   | 8   | 9   | 10  | 11      | 12  | 13      | 14      | 15  | 16  | 17  | Posició | Punts |
| ---- | ------------------------- | ------- | -------- | --- | --- | --- | ----- | ------ | --- | --- | --- | --- | --- | ------- | --- | ------- | ------- | --- | --- | --- | ------- | ----- |
| 1974 | Motor Racing Developments | Brabham | Cosworth | ARG | BRA | SUD | ESP   | BEL 17 | MON | SUE | HOL | FRA | GBR | ALE     | AUT | ITA     | CAN     | USA |     |     | -       | 0     |
| 1977 | Stanley BRM               | BRM     | BRM      | ARG | BRA | SUD | O.USA | ESP    | MON | BEL | SUE | FRA | GBR | ALE NVQ | AUT | HOL NVQ | ITA NVQ | USA | CAN | JPN | -       | 0     |

### Resum
| Curses: | Victòries: | Pòdiums: | Poles: | Voltes ràpides: | Punts: |
| ------- | ---------- | -------- | ------ | --------------- | ------ |
| 4       | 0          | 0        | 0      | 0               | 0      |